# ألين مارشال
ألين مارشال (بالإنجليزية: Eliot Marshall) هو فنان قتال مختلط أمريكي، ولد في 7 يوليو 1980 في Franklinville, New Jersey ‏ في الولايات المتحدة.

## وصلات خارجية
- ألين مارشال على موقع شيردوغ (الإنجليزية)
- ألين مارشال على موقع IMDb (الإنجليزية)